# Omni Kumar
Omni Kumar (* 10. Oktober 2001 in Mountain View, Kalifornien) ist ein US-amerikanischer Tennisspieler.

## Karriere
Kumar spielte bis 2018 nur wenige Turniere auf der ITF Junior Tour und erreichte Platz 981 in der Jugend-Rangliste.
2019 entschied sich Kumar für ein Studium an der Duke University, wo er auch im College-Tennis-Team spielte. Er beendete sein Studium nach einem Jahr wegen der COVID-19-Pandemie. Profiturniere spielte Kumar ab 2018, ab 2021 nahm er häufiger an ihnen teil und zog erstmals in die Top 1000 der Weltrangliste ein. Auf der drittklassigen ITF Future Tour zog er viermal ins Finale ein und gewann zwei Titel. Mit seinem dritten Titel beendete er 2022 auf Rang 445 erstmals in den Top 500. 2023 kamen zwei weitere Titel hinzu, wodurch Kumar die Top 400 durchbrach. Ohne einen Sieg auf der zweithöchsten Turnierebene, der ATP Challenger Tour, qualifizierte er sich in Los Cabos für das erste ATP-Tour-Event. Er unterlag dort zum Auftakt Aleksandar Kovacevic in zwei Sätzen. Nur drei Wochen später stand er trotz verlorener Qualifikation als Lucky Loser im Hauptfeld des ATP-Turniers in Winston-Salem. Er überraschte durch Siege über die Top-100-Spieler Arthur Rinderknech (Nummer 73) und Botic van de Zandschulp (Nummer 55) jeweils in zwei Sätzen. Er schied im Achtelfinale gegen Juan Manuel Cerúndolo aus. Sein Karrierehoch verbesserte er dadurch bis auf Rang 354.